# III Festival de Iquique
El Festival de Iquique de 2010 fue la tercera edición del festival más importante del norte de Chile, y uno de los más importantes del país, solo superado por el Festival de Viña del Mar. Éste se realizó los días 13 y 14 de 2010 en el Estadio Tierra de Campeones, ubicado en Iquique, Chile. Los animadores de las noches fueron Angélica Castro y Leo Caprile.
Esta fue una de las peores ediciones del festival, ya que no tuvo gran aceptación ni recepción por parte del público.

## Historia
En este festival la Municipalidad de Iquique no hizo un trabajo muy bueno en cuanto a cantidad de artistas, ni tampoco a la calidad de estos.
Debido al precio de las entradas, el número de artistas y la calidad de estos, donde solo resaltó la inclusión de Tom Jones a la parrilla programática del festival. También se hizo el menor número de días en el festival, con solo 2 días.

## Desarrollo

### Día 1 (sábado 13)

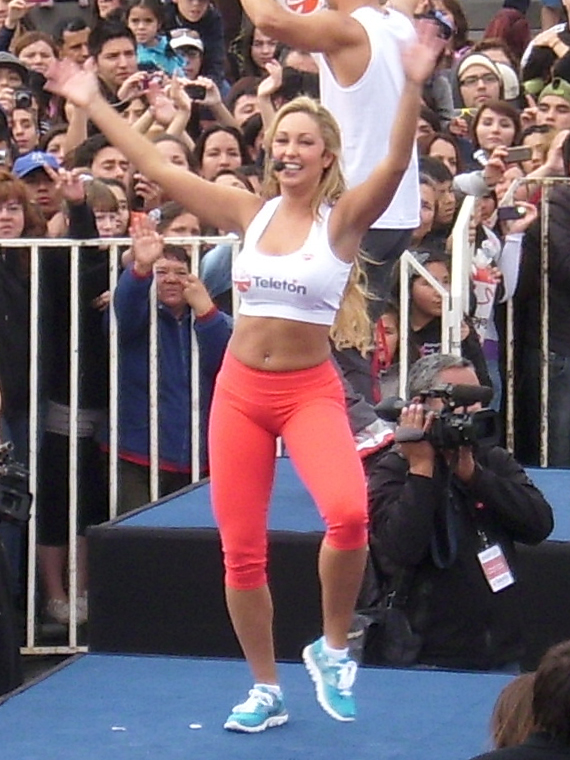
Blanquita Nieves se presentó en el festival con Mauricio Flores.

Para comenzar la tercera edición del festival estuvo el elenco del extinto y polémico programa juvenil televisivo Yingo, quienes presentaron una rutina de baile y canto. Siguió con el transcurso de la noche el dúo de reguetón Jowell & Randy. Luego de estos llegó a poner el humor Mauricio Flores y Blanquita Nieves, una conocida dupla humorística chilena. Para terminar la primera noche de festival se presentó el grupo de cumbia chileno Noche de Brujas, poniéndole fin a la 1° noche del certamen.
- Elenco de Yingo
- Jowell & Randy
- Mauricio Flores y Blanquita Nieves (Humorista)
- Noche de Brujas

### Día 2 (domingo 14)

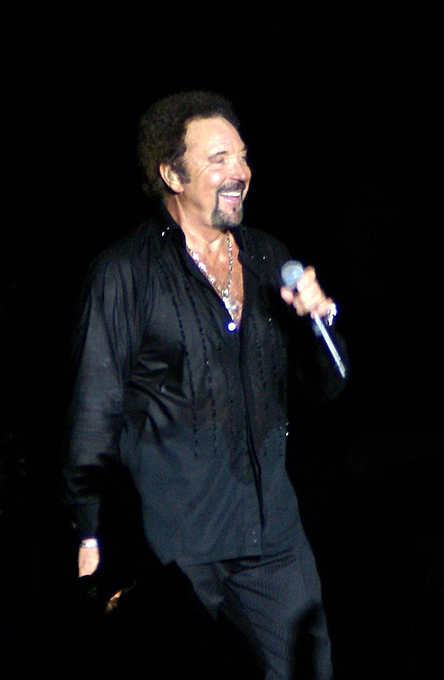
Tom Jones conquistó al público del festival.

En la segunda noche del festival tuvo más aceptación que la primera, ya que se presentaron grandes artistas con un renombre internacional y nacional en el escenario. El encargado de abror la última noche fue El Tigre de Gales Tom Jones, quien cautivó a las iquiqueñas de todas las edades. Siguió con el humor el conocido dúo humorístico Dinamita Show, y se llevó una ovación del público. Para cerrar el festival en esta edición salió al escenario del Estadio Tierra de Campeones el cantante Luis Fonsi, que con sus baladas y canciones románticas logró hacer temblar a la gente, cerrando la tercera edición del festival.
- Tom Jones
- Dinamita Show
- Luis Fonsi